# La Moye Golf Club

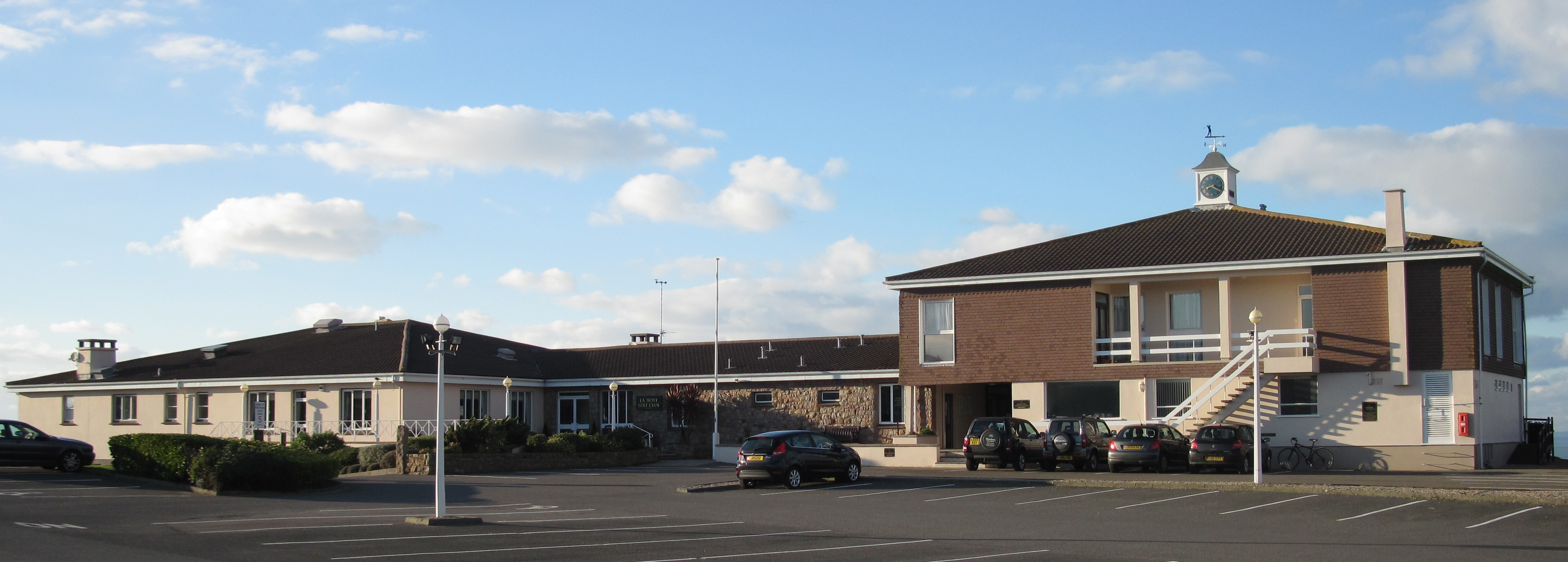
La Moye Golf Club

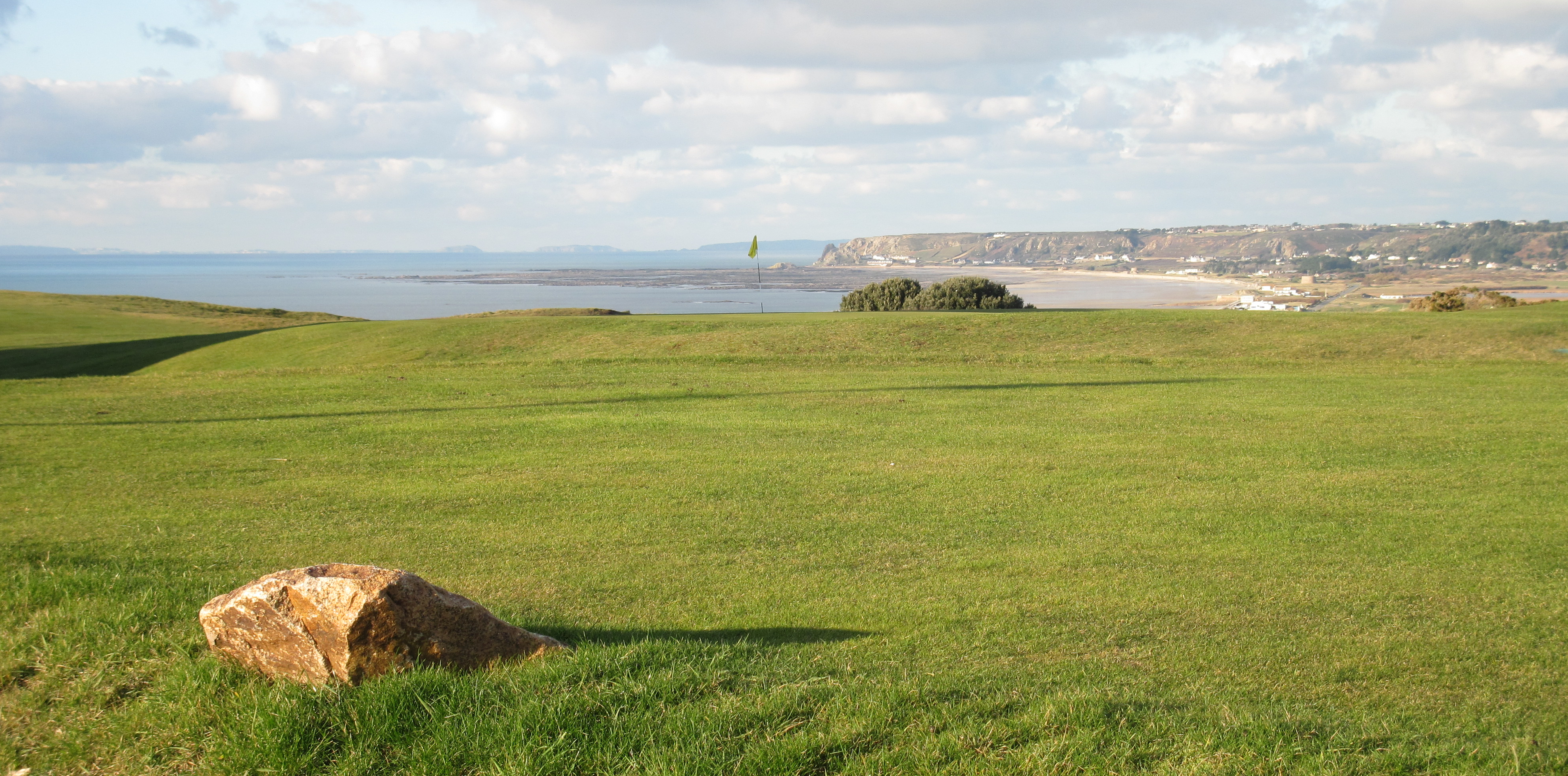
Uitzicht op Saint Ouen's Bay vanaf La Moye Golf Club

De La Moye Golf CLub is een golfclub aan de westkust van het eiland Jersey. Het eiland ligt op 22 kilometer van de Franse kust.
Op het eiland zijn drie 18-holes golfbanen en drie 9-holes golfbanen. De oudste baan is de Grouville baan van de The Royal Jersey Golf Club uit 1878. Koningin Victoria verleende de club het predicaat Koninklijk.
De club was zo deftig dat schoolmeester George Boomer er geen lid van mocht worden en besloot een eigen baan aan te leggen. Dit werd La Moye. Hij gaf daar les aan onder anderen Harry Vardon en Ted Ray, beiden geboren in Grouville. Zijn zoon Aubrey Boomer won onder andere het Dutch Open in 1924, 1925, 1926 en 1927 op de Haagsche Golf en speelde twee keer in de Ryder Cup.

## De baan
De baan ligt in de duinen aan de westkust van het eiland. In 1930 werd de baan grondig door James Braid veranderd waarna het kwalitatief niet meer ondergeschikt was aan de koninklijke baan aan de andere kant van het eiland. In 1935 werd de baan heropend, waarbij de Prins van Wales, de latere koning Edward, een ronde speelde. Tijdens de Tweede Wereldoorlog werd de baan zwaar beschadigd en braken de Duitsers het clubhuis af.
In 1960 werd Henry Cotton te hulp geroepen om de baan te herstellen. De par van de baan is 71 en iedere hole heeft uitzicht op de zee. Cotton liet ook het huidige clubhuis bouwen dat in 1987 geopend werd.

## Toernooien
De volgende stap was om toernooien aan te trekken. Van 1978-1995 was de club gastheer van het Jersey Open, dat in 1996 werd opgevolgd door de Jersey Seniors Classic.